# Chicago Sky
Die Chicago Sky sind ein US-amerikanisches Damen-Basketballfranchise der Women’s National Basketball Association aus Chicago, Illinois. Es wurde 2005 gegründet und nahm zum Beginn der Saison 2006 den Spielbetrieb auf. Die Teamfarben sind hellblau, goldfarben. Die Sky tragen ihre Heimspiele seit 2018 in der Wintrust Arena aus.
Die Sky werden, anders als bei anderen WNBA-Klubs, nicht als das Schwesterteam der Chicago Bulls aus der NBA betrachtet. Sie haben einen anderen Besitzer, andere Teamfarben und tragen ihre Heimspiele auch nicht in derselben Halle aus.
Die Sky waren sportlich lange erfolglos und erst 2013 erreichten sie erstmals die Playoffs und 2014 erstmals die Finals.
2021 gewannen sie erstmals den Titel. Sie gewannen im Finale in einer „best-of-five“ Serie 3:1 gegen das WNBA Team Phoenix Mercury.

## Geschichte

### Gründung des Franchise (2005)
NBA-Commissioner David Stern gab im Februar 2005 bekannt, dass Chicago ein neuer WNBA-Verein zugeteilt wurde. Am 27. Mai wurde der ehemalige NBA-Spieler und -Trainer Dave Cowens als erster Trainer und General Manager der Sky benannt. Der Teamname wurde am 20. September bekannt gegeben. Im November 2005 wurde ein sogenannter Expansiondraft abgehalten, um einen ersten Kader von Spielerinnen zusammenzustellen. Unter anderem wurden Brooke Wyckoff von Connecticut Sun, Elaine Powell von den Detroit Shock und Stacey Dales-Schuman (die 2005 vom aktiven Sport zurücktrat) von den Washington Mystics ausgewählt.

### Mäßiger Start (2006 bis 2012)
Die Sky beendeten ihre erste Saison in der WNBA wenig überraschend mit der schlechtesten Bilanz in der Eastern Conference. Damit hatten die Sky gute Chancen den ersten Draft-Pick beim WNBA Draft 2007 zu bekommen. Bei der Lotterie bekamen sie das dritte Wahlrecht beim Draft 2007 zugesprochen. Das Franchise entschied sich beim Draft für Armintie Price von der University of Mississippi. Die Sky starteten in die Saison 2007 mit einem neuen Cheftrainer und General Manager, da Dave Cowens einen Job im Trainerstab der Detroit Pistons annahm. Die Sky fanden mit Bo Overton bereits früh einen neuen Cheftrainer und General Manager. Die zweite Saison in der WNBA verlief für die Sky um einiges erfolgreicher als die vorherige. Dies lag vor allem daran, dass die Sky die Schlüsselspielerinnen aus der ersten Saison halten konnten und mit den aus dem Draft ausgewählten Spielerinnen die Qualität der Mannschaft weiter steigern. Die Sky kämpften mit den Washington Mystics und den New York Liberty lange um den vierten und letzten Playoff-Platz in der Eastern Conference. Während der Saison lagen die Sky für kurze Zeit auf den begehrten vierten Platz, doch am Ende fehlten den Sky schließlich zwei Siege auf den vierten Platz und den Liberty, die sich als letzte Mannschaft für die Playoffs qualifizierten. Bei der Vergabe der Auszeichnungen von der Saison 2007, ging mit dem Rookie of the Year Award für Armintie Price erstmals eine Auszeichnung an die Chicago Sky. Am 12. März 2008 gaben die Sky bekannt, dass Overton als Cheftrainer und General Manager zurückgetreten ist. Seine beiden Posten übernahm Assistenztrainer Steven Key. Beim WNBA Draft 2008 entschieden sich die Sky für Sylvia Fowles, die sich jedoch in der Saison 2008 beim Block verletzte und für den größten Teil der Saison ausfiel. Die Sky beendeten die Saison zwar auf dem fünften Platz in der Eastern Conference, jedoch verfehlten sie die Playoffs mit nur 12 Siegen in 34 Spielen klar. Die Saison 2009 verlief für die Sky besser, die über weite Strecken auf einem Playoff-Platz lagen, am Ende verpassten die Sky mit 16 Siegen aus 34 Spielen erneut die Playoffs knapp.

### Erste Playoff-Teilnahmen (2013 bis 2020)
Konnten die im Draft ausgewählten Epiphanny Prince und Courtney Vandersloot zunächst keine merkliche Verbesserung der sportlichen Ergebnisse bewirken, so änderte sich dies ab 2013 durch die Verpflichtung von Elena Delle Donne. Auf Anhieb führte sie die Sky zur besten Bilanz in der Eastern Conference und zur ersten Playoff-Teilnahme, wo sie jedoch in der ersten Runde den Indiana Fever unterlagen. 2014 hingegen fiel Delle Donne krankheitsbedingt lange aus und Chicago gelang nur knapp die Qualifikation für die Playoffs. Dort setzte sich die Mannschaft jedoch gegen die Atlanta Dream sowie gegen die Fever durch und erreichten so erstmals die Finalserie, wo sie den favorisierten Phoenix Mercury mit 0:3 unterlagen. In der Saison 2015 erreichten die Sky zum dritten Mal in Folge die Playoffs. Wie 2013 scheiterten sie dort deutlich an den nach der Vorrunde schlechter platzierten Indiana Fever. Auch 2016 beendete das Team die Saison mit einer positiven Bilanz und erreichte zum vierten Mal in Serie die Playoffs. Dort hatte das Team als viertbestes der WNBA im neuen Playoff-System in der ersten Runde ein Freilos. Nach einem Erfolg in der zweiten Runde scheiterte das Team im WNBA Halbfinale an dem späteren Meister der Los Angeles Sparks. 2017 scheiterten die Sky nach vier Playoff-Teilnahmen in Serie wieder vorzeitig und auch 2018 verpasst man die Playoffs. In der Saison 2019 spielten die Sky wieder erfolgreich. Als fünftbestes Team erreicht man die Playoffs. Dort scheiterte man in der 2. Runde am Team der Las Vegas Aces. 2020 waren die Sky in der coronabedingt verkürzten Saison das beste Team der Eastern Conference, scheiterten aber gleich in der ersten Playoff-Runde. 

### Erste Meisterschaft (seit 2021)
In der Saison 2021 erzielte das Team in der regulären Saison nur eine ausgeglichene Bilanz, spielte aber sehr starke Playoffs. Nach Erfolgen gegen die Teams aus Dallas, Minnesota, Connecticut und Phoenix konnte erstmals der Titel in der WNBA errungen werden. 2022 verlief die Saison genau umgekehrt. Nach der besten Bilanz in der Teamgeschichte, endete die Saison mit einer Niederlage im WNBA-Halbfinale gegen die Connecticut Sun vorzeitig. 2023 erreichte man trotz einer negativen Bilanz die Playoffs, scheiterte aber dort in der ersten Runde am späteren Meister aus Las Vegas.

## Spielstätte
| Saison | Zuschauer- schnitt | WNBA-Zu- schauerschnitt |
| ------ | ------------------ | ----------------------- |
| 2006   | 3.390              | 7.479                   |
| 2007   | 3.915              | 7.742                   |
| 2008   | 3.656              | 7.952                   |
| 2009   | 3.933              | 8.039                   |
| 2010   | 4.292              | 7.834                   |
| 2011   | 5.536              | 7.955                   |
| 2012   | 5.573              | 7.457                   |
| 2013   | 6.601              | 7.531                   |
| 2014   | 6.685              | 7.578                   |
| 2015   | 6.894              | 7.318                   |

| Saison | Zuschauer- schnitt | WNBA-Zu- schauerschnitt |
| ------ | ------------------ | ----------------------- |
| 2016   | 7.009              | 7.655                   |
| 2017   | 6.583              | 7.716                   |
| 2018   | 6.358              | 6.769                   |
| 2019   | 6.749              | 6.535                   |
| 2020   | Covid-19           | Covid-19                |
| 2021   | 3.187              | 2.620                   |
| 2022   | 7.180              | 5.646                   |
| 2023   | 7.242              | 6.615                   |
| 2024   | 8.757              | 9.807                   |

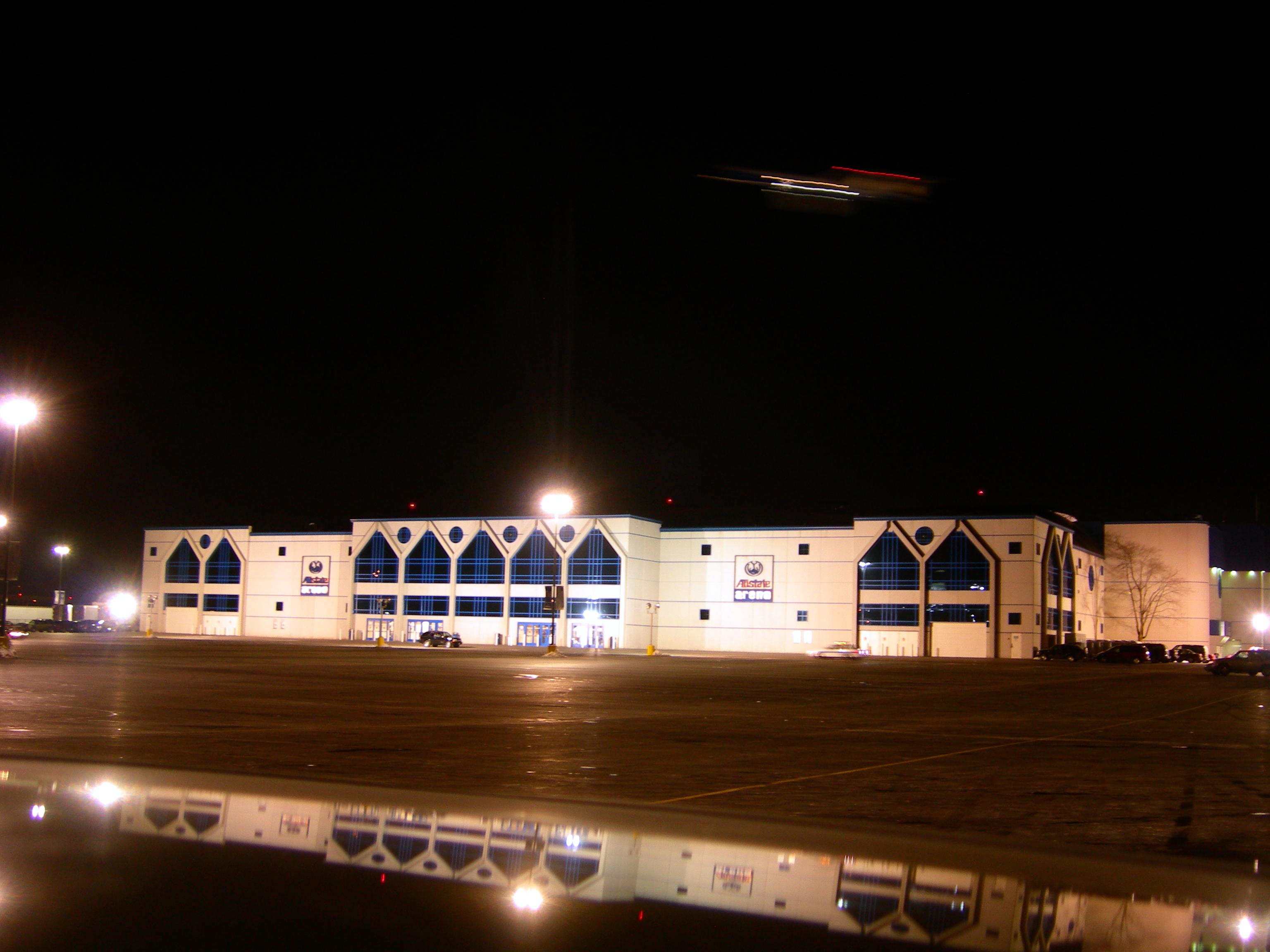
Die Allstate Arena in Rosemont

Die Chicago Sky trugen ihre Heimspiele nach ihrer Gründung im UIC Pavilion aus. Der UIC Pavilion befindet sich auf dem Campus der University of Illinois at Chicago (UIC) und dort spielen auch die Universitätsbasketballteams der UIC. Zur Saison 2010 zog das Team in die Allstate Arena um. Zu der Zeit war die Allstate Arena außerdem Heimat der Chicago Wolves (AHL) sowie der Männer-Basketballmannschaft der Chicagoer DePaul University. Bis 2012 spielte dort auch das Arena-Football-League-Team der Chicago Rush. Vor der Saison 2018 zogen die Sky in die Wintrust Arena um. Diese teilen sich wieder mit den DePaul Blue Demons von der DePaul University.

### Zuschauerzahlen
Das Team startet mit einem sehr schwachen Zuschauerschnitt, der auch in den folgenden Saisons nicht wesentlich stieg und deutlich der schwächste aller WNBA-Teams war. Erst nach dem Umzug in eine andere Halle und dem zunehmenden sportlichen Erfolg näherte sich der Zuschauerschnitt langsam dem Liga-Schnitt an. 2016 überstieg der Schnitt erstmals 7000 Zuschauer pro Spiel. Mit den verpassten Playoff-Qualifikationen sank der Zuschauerzuspruch aber wieder. Daran änderte auch der Umzug nichts. Durch die sportliche Steigerung in der Saison 2019 konnte der Zuschauerschnitt wieder gesteigert werden und die Sky lagen damit erstmals in der Teamgeschichte über dem WNBA-Schnitt.

## Erfolge und Ehrungen

### Sportliche Erfolge
Erst 2013 wurden erstmals die Playoffs erreicht, 2014 gelang erstmals in der Franchise-Geschichte der Einzug in die Finalserie der WNBA. In der Saison 2015 konnte die Sky die besten Bilanz in der Eastern Conference erzielen, scheiterte aber in der ersten Playoff-Runde.

### Individuelle Auszeichnungen
Trotz des bisher geringen sportlichen Teamerfolgs sind im Vergleich dazu viele individuelle Auszeichnungen durch Spielerinnen der Sky gewonnen worden.
| Most Valuable Player Durch Elena Delle Donne konnte die wichtigste Auszeichnung der Liga bisher einmal durch eine Spielerin des Teams gewonnen werden. - 2015 – Elena Delle Donne Finals MVP In der Saison 2021 wurde Kahleah Copper zum Finals MVP ernannt, als Sky ihren ersten WNBA-Titel gewann. - 2021 – Kahleah Copper Peak Performers Die drei aktuellen Kategorien wurden mindestens einmal von einer Spielerin der Chicago Sky gewonnen. Courtney Vandersloot war mittlerweile sechsmal beste Passgeberin der Liga. - 2013 – Sylvia Fowles (Rebounds) - 2015 – Elena Delle Donne (Punkte), Courtney Vandersloot (Assists) - 2017 – Courtney Vandersloot (Assists) - 2018 – Courtney Vandersloot (Assists) - 2019 – Courtney Vandersloot (Assists) - 2020 – Courtney Vandersloot (Assists) - 2021 – Courtney Vandersloot (Assists) Rookie of the Year: Obwohl die Sky noch keinen Nummer-1-Draft-Pick hatten ging die Auszeichnung des besten Liga-Neulings zweimal nach Chicago. - 2007 – Armintie Price - 2013 – Elena Delle Donne | Sportsmanship Award Die Ehrung zur fairsten Spielerin der Liga ging bisher einmal an das Team aus Chicago. - 2013 – Swin Cash Coach of the Year Award : Die Auszeichnung für den besten Trainer der regulären Saison ging erstmals im Jahr 2019 nach Chicago. - 2019 – James Wade Defensive Player of the Year Der Titel der besten Defensivspielerin ging mit Sylvia Fowles bisher zweimal an eine Spielerin der Sky. - 2011 – Sylvia Fowles - 2013 – Sylvia Fowles Sixth Woman of the Year Auch die Ehrung der beste Ergänzungsspielerin ging durch eine Spielerin zweimal an das Team. - 2014 – Allie Quigley - 2015 – Allie Quigley |

### Saisonübersicht
Abkürzungen: Sp. = Spiele, S = Siege, N = Niederlagen
| Saison | Sp. | S   | N   | Siege in % | Platz                  | Playoffs |
| 2006   | 34  | 5   | 29  | 14,7       | 7., Eastern Conference | nicht qualifiziert |
| 2007   | 34  | 14  | 20  | 41,2       | 6., Eastern Conference | nicht qualifiziert |
| 2008   | 34  | 12  | 22  | 35,3       | 5., Eastern Conference | nicht qualifiziert |
| 2009   | 34  | 16  | 18  | 47,1       | 5., Eastern Conference | nicht qualifiziert |
| 2010   | 34  | 14  | 20  | 41,2       | 6., Eastern Conference | nicht qualifiziert |
| 2011   | 34  | 14  | 20  | 41,2       | 5., Eastern Conference | nicht qualifiziert |
| 2012   | 34  | 14  | 20  | 41,2       | 5., Eastern Conference | nicht qualifiziert |
| 2013   | 34  | 24  | 10  | 70,6       | 1., Eastern Conference | Niederlage in den Conference Semifinals, 0:2 (Indiana Fever) |
| 2014   | 34  | 15  | 19  | 44,1       | 4., Eastern Conference | Sieg in den Conference Semifinals, 2:1 (Atlanta Dream) Sieg in den Conference Finals, 2:1 (Indiana Fever) Niederlage in den WNBA Finals, 0:3 (Phoenix Mercury)            |
| 2015   | 34  | 21  | 13  | 61,8       | 2., Eastern Conference | Niederlage in den Conference Semifinals, 0:2 (Indiana Fever) |
| 2016   | 34  | 18  | 16  | 62,9       | 2., Eastern Conference | Sieg in der 2. Runde, 1:0 (Atlanta Dream) Niederlage in den WNBA Semifinals, 1:3 (Los Angeles Sparks)                                                                     |
| 2017   | 34  | 12  | 22  | 35,3       | 4., Eastern Conference | nicht qualifiziert |
| 2018   | 34  | 13  | 21  | 38,2       | 4., Eastern Conference | nicht qualifiziert |
| 2019   | 34  | 20  | 14  | 58,8       | 3., Eastern Conference | Sieg in der 1. Runde, 1:0 (Phoenix Mercury) Niederlage in der 2. Runde 0:1 (Las Vegas Aces)                                                                               |
| 2020   | 22  | 12  | 10  | 54,5       | 1., Eastern Conference | Niederlage in der 1. Runde 0:1 (Connecticut Sun) |
| 2021   | 32  | 16  | 16  | 50,0       | 2., Eastern Conference | Sieg in der 1. Runde, 1:0 (Dallas Wings) Sieg in der 2. Runde, 1:0 (Minnesota Lynx) Sieg in den WNBA Semifinals, 3:1 (Connecticut Sun) WNBA Meister 3:1 (Phoenix Mercury) |
| 2022   | 36  | 26  | 10  | 72,2       | 1., Eastern Conference | Sieg in der 1. Runde, 2:1 (New York Liberty) Niederlage in den WNBA Semifinals, 2:3 (Connecticut Sun)                                                                     |
| 2023   | 40  | 18  | 22  | 45,0       | 5., Eastern Conference | Niederlage in der 1. Runde, 0:2 (Las Vegas Aces) |
| 2024   | 40  | 13  | 27  | 32,5       | 6., Eastern Conference | nicht qualifiziert |
| Gesamt | 646 | 297 | 349 | 46,0       |                        | 9 Playoff-Teilnahmen in 18 Saisons 18 Serien: 10 Siege, 8 Niederlagen 41 Spiele: 19 Siege, 22 Niederlagen (46,3 %)                                                        |

## Trainer
| Name                | Saison        | Reguläre Saison | Reguläre Saison | Reguläre Saison | Playoffs | Playoffs | Playoffs |
| Name                | Saison        | GC              | W               | L               | GC       | W        | L        |
| Dave Cowens         | 2006          | 34              | 5               | 29              | –        | –        | –        |
| Bo Overton          | 2007          | 34              | 14              | 20              | –        | –        | –        |
| Steven Key          | 2008 bis 2010 | 102             | 42              | 60              | –        | –        | –        |
| Pokey Chatman       | 2011 bis 2016 | 204             | 108             | 98              | 19       | 7        | 12       |
| Amber Stocks        | 2017 bis 2018 | 68              | 25              | 43              | –        | –        | –        |
| James Wade          | 2019 bis 2023 | 140             | 81              | 59              | 21       | 13       | 8        |
| Emre Vatansever     | 2023          | 24              | 11              | 13              | 2        | 0        | 2        |
| Teresa Weatherspoon | Seit 2024     | 40              | 13              | 27              | –        | –        | –        |

Obwohl die Sky noch ein relativ junges Team in der WNBA ist, hatten sie bereits in der kurzen Zeit sehr viele unterschiedliche Cheftrainer. Der erste Cheftrainer in der Geschichte der Sky war Dave Cowens, der bereits nach der Saison 2006 seinen Posten wieder aufgab und in den Trainerstab der Detroit Pistons wechselte. Am 12. Dezember 2006 wurde mit Bo Overton, der zuvor Cheftrainer des Damen-Basketballteam der University of Missouri–Kansas City war, der Nachfolger von Cowens vorgestellt. Overton übernahm auch den Posten des General Managers der Sky. Jedoch trat er bereits am 12. März 2008 als Cheftrainer und General Manager zurück. Steve Key wurde darauf zum neuen Cheftrainer und General Manager der Sky benannt. Key war bereits in der Saison 2006 und 2007 der Assistenztrainer der Sky.

## Spielerinnen

### Kader der Saison 2023
Stand: 5. Juni 2023
| Nr. | Land                   | Name               | Position       | Geburtsdatum       | Erfahrung in WNBA | College                               |
| --- | ---------------------- | ------------------ | -------------- | ------------------ | ----------------- | ------------------------------------- |
| 1   | Vereinigtes Konigreich | Elizabeth Williams | Center/Forward | 23. Juni 1993      | 8 Saisons         | Duke University                       |
| 2   | Vereinigte Staaten     | Kahleah Copper     | Guard/Forward  | 28. August 1994    | 7 Saisons         | Rutgers University                    |
| 4   | Vereinigte Staaten     | Marina Mabrey      | Guard          | 14. September 1996 | 4 Saisons         | University of Notre Dame              |
| 8   | Australien             | Alanna Smith       | Forward        | 10. September 1996 | 4 Saisons         | Stanford University                   |
| 10  | Vereinigte Staaten     | Courtney Williams  | Guard          | 11. Mai 1994       | 7 Saisons         | University of South Florida           |
| 11  | Vereinigte Staaten     | Dana Evans         | Guard          | 1. August 1998     | 2 Saisons         | University of Louisville              |
| 20  | Vereinigte Staaten     | Isabelle Harrison  | Forward        | 27. September 1993 | 6 Saisons         | University of Tennessee               |
| 21  | Vereinigte Staaten     | Robyn Parks        | Forward        | 19. Juli 1992      | Rookie            | Virginia Commonwealth University      |
| 23  | Mali                   | Sika Koné          | Forward        | 13. Juli 2002      | Rookie            | –                                     |
| 24  | Vereinigte Staaten     | Ruthy Hebard       | Forward        | 28. April 1998     | 3 Saisons         | University of Oregon                  |
| 25  | Vereinigte Staaten     | Morgan Bertsch     | Forward        | 20. April 1997     | Rookie            | University of California, Davis       |
| 33  | Vereinigtes Konigreich | Kristine Anigwe    | Forward/Center | 31. März 1997      | 4 Saisons         | University of California              |
| 35  | Vereinigte Staaten     | Rebekah Gardner    | Guard          | 9. Juli 1990       | 1 Saison          | University of California, Los Angeles |

### Erstrunden-Wahlrechte beim WNBA Draft
| Name                 | Jahr | Draft-Position |
| -------------------- | ---- | -------------- |
| Candice Dupree       | 2006 | 6.             |
| Armintie Price       | 2007 | 3.             |
| Carla Thomas         | 2007 | 10.            |
| Sylvia Fowles        | 2008 | 2.             |
| Kristi Toliver       | 2009 | 3.             |
| Epiphanny Prince     | 2010 | 4.             |
| Courtney Vandersloot | 2011 | 3.             |
| Elena Delle Donne    | 2013 | 2.             |
| Markeisha Gatling    | 2014 | 10.            |

| Name                | Jahr | Draft-Position |
| ------------------- | ---- | -------------- |
| Cheyenne Parker     | 2015 | 5.             |
| Imani Boyette       | 2016 | 10.            |
| Alaina Coates       | 2017 | 2.             |
| Tori Jankoska       | 2017 | 9.             |
| Diamond DeShields   | 2018 | 3.             |
| Gabby Williams      | 2018 | 4.             |
| Katie Lou Samuelson | 2019 | 4.             |
| Ruthy Hebard        | 2020 | 8.             |
| Shyla Heal          | 2021 | 8.             |

In den bisher zwölf Spielzeiten seit der Gründung vor der Saison 2006 hatten die Sky 13 Draftrechte in der ersten Runde des WNBA Drafts. Das Franchise hatte meist einen Draft-Pick in der ersten Runde. 2012 hatte das Franchise aufgrund von Trades keinen Draft-Pick in der ersten Runde, 2007 und 2017 konnten sogar zwei Spielerinnen ausgewählt werden.
Das Team aus Illinois konnte bisher noch nie die erste Spielerin im Draft auswählen. Mit Armintie Price (3. 2007), Sylvia Fowles (2. 2008), Kristi Toliver (3. 2009), Courtney Vandersloot (3. 2011), Elena Delle Donne (2. 2013), Alaina Coates (2. 2017) und Diamond DeShields (3. 2018) konnte das Franchise aber bisher siebenmal eine Spielerin an der zweiten bzw. dritten Position auswählen. Von diesen frühen Draft-Picks konnten Price und Delle Donne die in sie gesteckten Erwartungen erfüllen und wurden nach ihren ersten Saisons in der WNBA zum besten Neuling des Jahres gewählt.
Mit Courtney Vandersloot und Cheyenne Parker standen noch zwei Spielerinnen, die von den Sky in der ersten Runde eines Drafts ausgewählt worden waren, am Ende der Saison 2017 im Kader des Franchise.